# Aderus semiopacus
Aderus semiopacus es una especie de coleóptero de la familia Aderidae. Fue descrita científicamente por Maurice Pic en 1903.

## Distribución geográfica
Habita en Madagascar.